# Cliodhna

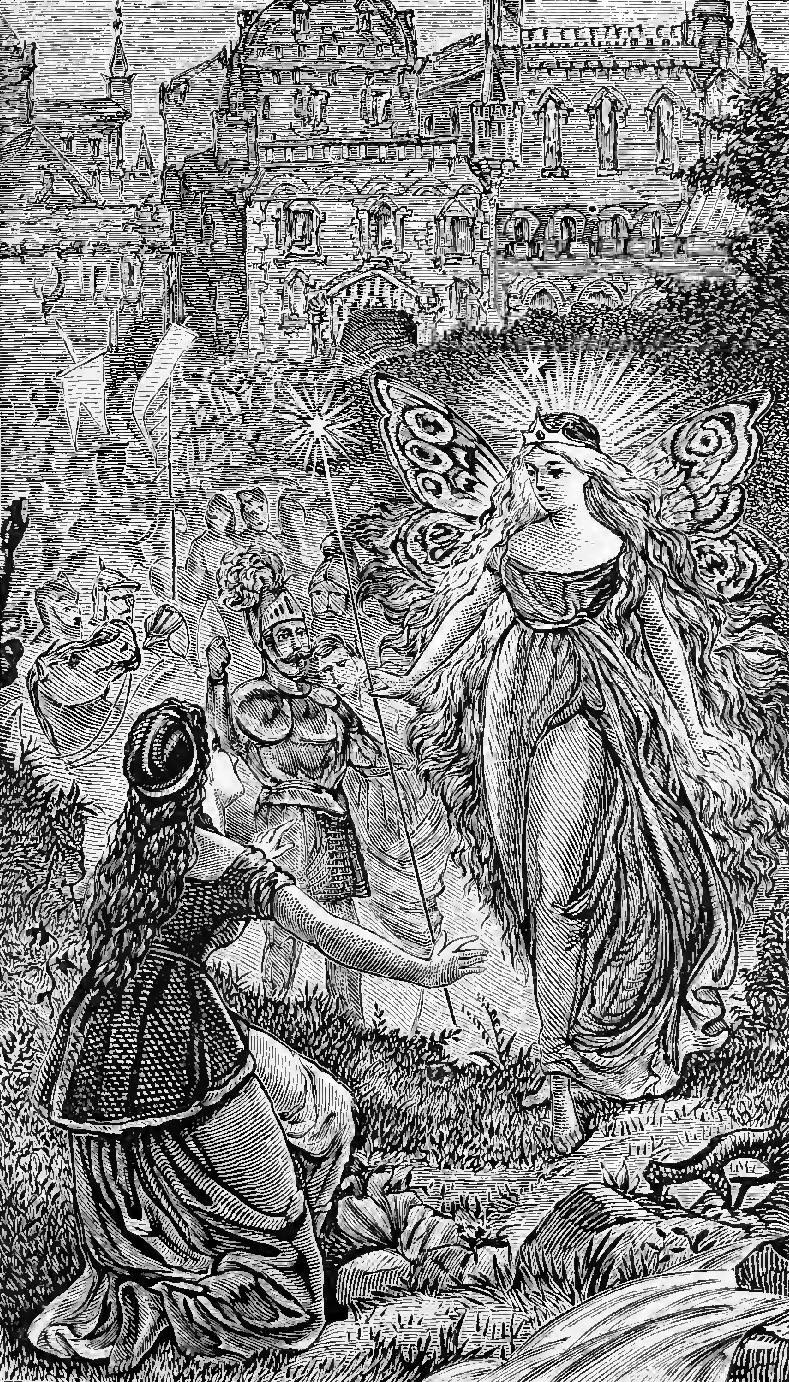
Eileen et la Reine de Fées Cliodhna, illustration de John Fergus O'Hea dans les Ballades de la chevalerie irlandaise de Robert Dwyer Joyce

Cliodhna, dans la mythologie celtique irlandaise, est une déité du Sidh (l’Autre Monde des Celtes), qui personnifie la beauté et l’amour. Elle possède trois oiseaux magiques (des grues ou des corneilles, selon les versions de la légende), qui se nourrissent exclusivement de pommes merveilleuses et dont les chants ont le pouvoir de procurer le sommeil éternel, ou de guérir les malades.
Elle a quitté sa résidence de « Tir Tairngire » (Terre des Promesses – autre nom du Sidh), par amour pour Ciabhán, un humain, qui va périr noyé dans le port de Glandore dans une gigantesque vague, envoyée par le dieu souverain Manannan Mac Lir. Cliodhna, qui avait été plongée dans un sommeil magique, est ramenée par la vague dans la Terre des Promesses. La marée à cet endroit porte désormais le nom de « Tonn Chlíodhna », la vague de Cliodhna.
Cette histoire n’est pas sans rappeler celle de Conle, le fils du roi Conn Cetchathach, dont une bansidh est tombée amoureuse, et qui parviendra à l’entraîner dans l’Autre Monde, en dépit des efforts du druide Corann.
Le folklore en a fait la reine des fées de la province de Munster.

## Origines
Il a été suggéré que Cliodhna dérive de la déesse gauloise Clutonda ou Clutondae.

## Note
1. ↑  On rencontre aussi les graphies Clíodhna, Clídna, Clionadh, Clíodna, Clíona, Cleena.
2. ↑  J. O'Beirne Crowe, « Religious Beliefs of the Pagan Irish », Journal of the Royal Society of Antiquaries of Ireland,‎ janvier 1869, p. 319 (lire en ligne)